# Józef Bąkowski
Józef Bąkowski herbu Gryf (zm. przed 30 lipca 1775) – podkomorzy chełmski w 1765 roku, stolnik chełmski w latach 1752-1765, stolnik krasnostawski w latach 1750-1752, łowczy krasnostawski w latach 1748-1750, porucznik chorągwi husarskiej wojewody ruskiego Augusta Aleksandra Czartoryskiego w 1760 roku.

## Życiorys
Poseł na sejm 1752 roku z ziemi chełmskiej. Poseł na sejm 1758 roku z ziemi chełmskiej. Konsyliarz konfederacji Czartoryskich w 1764 roku. W 1764 roku był elektorem Stanisława Augusta Poniatowskiego z ziemi chełmskiej i posłem tej ziemi na sejm elekcyjny. Poseł ziemi chełmskiej na Sejm Czaplica 1766 roku. Komisarz z rycerstwa w Komisji Wojskowej Koronnej w latach 1765-1770 i w 1775 roku.